# Maritiem Instituut de Ruyter
Maritiem Instituut de Ruyter – holenderska uczelnia morska we Vlissingen.
Maritiem Instituut de Ruyter szkoli przyszłych oficerów marynarki. Prowadzi również nauczanie w dziedzinie logistyki, inżynierii procesowej i energetyki oraz międzynarodowego utrzymania ruchu (International Maintenance Management).
Budynek uczelni wpisany jest do rejestru zabytków pod numerem 530840.